# Тимофєєв Ігор Володимирович
Ігор Володимирович Тимофєєв (* 10 листопада 1960, Дніпропетровськ, Українська РСР, СРСР) — український дипломат, Надзвичайний та Повноважний Посол України

## Життєпис
Народився 10 листопада 1960 у Дніпропетровську.
У 1981 закінчив Донецьке вище військово-політичне училище інженерних військ та військ зв'язку. Військово-політичну академію (1991).
З 1993 по 1998 — 2-й секретар відділу співробітництва з міжнародними організаціями з питань обмеження озброєнь, 2-й, 1-й секретар, радник, завідувач відділу нерозповсюдження, конверсії та експортного контролю над озброєнням та роззброєнням МЗС України.
З 1998 по 1999 — заступник начальника Управління контролю над озброєнням та роззброєнням МЗС України.
З 12.1999 по 05.2001 — радник, радник-посланник, тимчасово повірений у справах України в ОАЕ.
З 16.05.2001 по 25.12.2003 — Надзвичайний та Повноважний Посол України в ОАЕ.
З 01.07.2002 по 25.12.2003 — Надзвичайний та Повноважний Посол України в Бахрейні за сумісництвом.
З 25.04.2002 по 25.12.2003 — Надзвичайний та Повноважний Посол України в Державі Катар за сумісництвом
З 26.12.2003 по 2005 — заступник міністра оборони України.
З 03.11.2005 по 11.05.2010 — Надзвичайний та Повноважний Посол України в Ізраїлі.

## Нагороди
- Орден «За заслуги» ІІІ ст.
- «Орден Незалежності» І ст. (ОАЕ)
- Медаль ООН «За службу миру»
- Відзнака Міністерства внутрішніх справ України «Іменна вогнепальна зброя».